# Wladimir Andrejewitsch Artemjew
Wladimir Andrejewitsch Artemjew (russisch Владимир Андреевич Артемьев; * 24. Junijul. / 6. Juli 1885greg. in St. Petersburg; † 11. September 1962 in Moskau) war ein sowjetischer Raketenentwickler am Gasdynamischen Laboratorium und am RNII.
1928 wurde unter seiner Leitung erstmals eine Rakete mit dem rauchlosen Trotyl-Pyroxylin-Pulver (vgl. Schießbaumwolle) gestartet.
Er war einer der Erfinder des Katjuscha-Raketenwerfers.
Der Mondkrater Artem'ev ist nach ihm benannt.